# Стрезовце (Прешево)
Стрезовце (алб. Strezoc) је насеље у Србији у општини Прешево у Пчињском округу. Према попису из 2022. било је 932 становника.
Стрезовце је једно од најстаријих и најпознатијих насеља Моравице. Године 1519. Оно је имало 26 хришћанских породица.
У насељу Стрезовце се налазе следеће махале: Стрезовце, Ашане, Маминце, Шабан, Зојци и Цер. Топоним Стрезовце постојао је од антропонима Стрез од фамилије Стрезовци. У Пчињском поменику село се помиње као Стрезовци и Стрезевци. Махала Маминце је најстарија махала овог насеља и дели се на Горњу малу и Доњу малу.

## Демографија
У насељу Стрезовце живи 636 пунолетних становника, а просечна старост становништва износи 30,9 година (30,6 код мушкараца и 31,3 код жена). У насељу има 284 домаћинства, а просечан број чланова по домаћинству је 3,50.
Ово насеље је углавном насељено Албанцима (према попису из 2002. године).
|  |

| Демографија | Демографија | Демографија |
| Година      | Становника  | Становника  |
| ----------- | ----------- | ----------- |
| 1948.       | 922         |             |
| 1953.       | 945         |             |
| 1961.       | 1.038       |             |
| 1971.       | 1.084       |             |
| 1981.       | 1.068       |             |
| 1991.       | 997         | 919         |
| 2002.       | 995         | 1.367       |
| 2022.       | 932         |             |

| Година пописа     | 1948. | 1953. | 1961. | 1971. | 1981. | 1991. | 2002. |
| ----------------- | ----- | ----- | ----- | ----- | ----- | ----- | ----- |
| Број домаћинстава | 122   | 140   | 141   | 160   | 179   | 198   | 284   |

| Број чланова      | 1  | 2  | 3  | 4  | 5  | 6  | 7 | 8 | 9 | 10 и више | Просек |
| ----------------- | -- | -- | -- | -- | -- | -- | - | - | - | --------- | ------ |
| Број домаћинстава | 38 | 55 | 46 | 67 | 43 | 24 | 8 | 1 | 2 | 0         | 3,50   |

| Пол    | Укупно | Неожењен/Неудата | Ожењен/Удата | Удовац/Удовица | Разведен/Разведена | Непознато |
| ------ | ------ | ---------------- | ------------ | -------------- | ------------------ | --------- |
| Мушки  | 357    | 111              | 227          | 15             | 2                  | 2         |
| Женски | 330    | 61               | 236          | 32             | 1                  | 0         |
| УКУПНО | 687    | 172              | 463          | 47             | 3                  | 2         |

| Пол    | Укупно                    | Пољопривреда, лов и шумарство | Рибарство                            | Вађење руде и камена | Прерађивачка индустрија       |
| ------ | ------------------------- | ----------------------------- | ------------------------------------ | -------------------- | ----------------------------- |
| Мушки  | 165                       | 87                            | 0                                    | 0                    | 30                            |
| Женски | 101                       | 71                            | 0                                    | 0                    | 23                            |
| УКУПНО | 266                       | 158                           | 0                                    | 0                    | 53                            |
| Пол    | Производња и снабдевање   | Грађевинарство                | Трговина                             | Хотели и ресторани   | Саобраћај, складиштење и везе |
| Мушки  | 0                         | 6                             | 6                                    | 0                    | 4                             |
| Женски | 0                         | 0                             | 0                                    | 0                    | 0                             |
| УКУПНО | 0                         | 6                             | 6                                    | 0                    | 4                             |
| Пол    | Финансијско посредовање   | Некретнине                    | Државна управа и одбрана             | Образовање           | Здравствени и социјални рад   |
| Мушки  | 0                         | 0                             | 15                                   | 3                    | 1                             |
| Женски | 0                         | 1                             | 2                                    | 0                    | 0                             |
| УКУПНО | 0                         | 1                             | 17                                   | 3                    | 1                             |
| Пол    | Остале услужне активности | Приватна домаћинства          | Екстериторијалне организације и тела | Непознато            | Непознато                     |
| Мушки  | 1                         | 0                             | 0                                    | 12                   | 12                            |
| Женски | 1                         | 0                             | 0                                    | 3                    | 3                             |
| УКУПНО | 2                         | 0                             | 0                                    | 15                   | 15                            |

| Етнички састав према попису из 2002.‍ | Етнички састав према попису из 2002.‍ | Етнички састав према попису из 2002.‍ | Етнички састав према попису из 2002.‍ | Етнички састав према попису из 2002.‍ |
| ------------------------------------ | ------------------------------------ | ------------------------------------ | ------------------------------------ | ------------------------------------ |
|                                      |                                      |                                      |                                      |                                      |
| Албанци                              | Албанци                              |                                      | 708                                  | 71,15%                               |
| Срби                                 | Срби                                 |                                      | 272                                  | 27,33%                               |
| Муслимани                            | Муслимани                            |                                      | 2                                    | 0,20%                                |
| Македонци                            | Македонци                            |                                      | 2                                    | 0,20%                                |
| непознато                            | непознато                            |                                      | 9                                    | 0,90%                                |

| Етнички састав према попису из 2022.‍ | Етнички састав према попису из 2022.‍ | Етнички састав према попису из 2022.‍ | Етнички састав према попису из 2022.‍ | Етнички састав према попису из 2022.‍ |
| ------------------------------------ | ------------------------------------ | ------------------------------------ | ------------------------------------ | ------------------------------------ |
|                                      |                                      |                                      |                                      |                                      |
| Албанци                              | Албанци                              |                                      | 731                                  | 78,4%                                |
| Срби                                 | Срби                                 |                                      | 189                                  | 20,3%                                |